# ムーノーローカル
ムーノーローカルは、rhymeが運営した個人ニュースサイト。

## 概要
当初のサイト名は「（the frontline of the）sever HEAD HUNTERZ'」。「猥褻警官教師電波援交食品遺物関連ニュース系サイト」を自称し、ウェブのアングラ情報、新聞や報道サイトの社会面に目を向けた記事を多く更新する文章コンテンツ「どーでもいいトピックス」（1999年1月11日開始）で人気を集めた。
コンピュータや政治・経済、娯楽といったものを避け、警官・猥褻・女教師・針・窓ガラスといったテーマのニュースを得意とし、意見を述べるのを極力抑え、視点の提供のみを行う姿勢で運営された。
1990年代後半に登場し、1999年11月には個人サイトとしては異例の100万ページビューを獲得したが、これに影響された孫ニュースサイトが乱立し始める2001年8月19日に閉鎖された。
閉鎖時、運営の裏側を記した「解題・ムーノーローカルの作り方」を発表している。